# Bernadette Zurbriggen
Bernadette Zurbriggen, švicarska alpska smučarka, * 30. avgust 1956, Saas-Grund.
Nastopila je na treh olimpijskih igrah, kjer je najboljšo uvrstitev dosegla dvakrat s sedmim mestom v smuku. V svetovnem pokalu je tekmovala devet sezon med letoma 1972 in 1980 ter dosegla sedem zmag in še enajst uvrstitev na stopničke. V skupnem seštevku svetovnega pokala se je najvišje uvrstila na četrto mesto leta 1976. Trikrat je osvojila drugo mesto v smukaškem seštevku, enkrat tudi v kombinacijskem.